# Antissemitismo racial

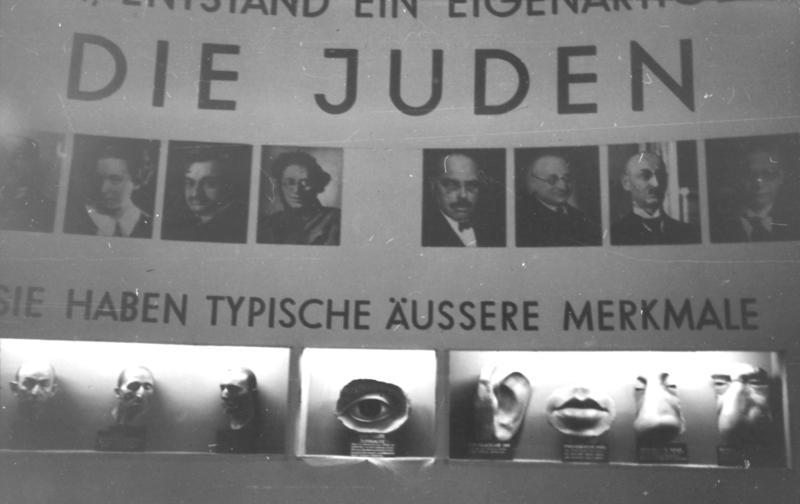
Um fragmento do filme de propaganda antissemita nazista Der ewige Jude ("O Judeu Eterno") que demonstra características físicas "típicas" dos judeus

O antissemitismo racial é o preconceito contra os judeus, ou pessoas tidas como judias, baseado na crença ou afirmação de que os judeus constituem uma raça distinta que possui traços ou características inerentes que parecem de alguma forma abomináveis ou inferiores ou de outra forma diferentes dos traços ou características do resto de uma sociedade. A aversão pode encontrar expressão na forma de discriminação, estereótipos, fenótipos ou caricaturas. O antissemitismo racial pode apresentar os judeus, como grupo ou uma ameaça de alguma forma aos valores ou à segurança de uma sociedade. O antissemitismo racial pode parecer mais enraizado do que o antissemitismo religioso, porque para os antissemitas religiosos a conversão dos judeus continua a ser uma opção e uma vez convertido o “judeu” desaparece. No contexto do antissemitismo racial, os judeus não conseguem livrar-se do seu judaísmo.
A premissa do antissemitismo racial é que os judeus constituem um grupo étnico ou racial distinto que impacta negativamente os gentios ou góis. O antissemitismo racial difere do antissemitismo religioso, que envolve preconceito contra os judeus e o judaísmo com base na sua religião.
No contexto da Revolução Industrial, com a emancipação judaica (da década de 1790 em diante) e da Haskalá (o iluminismo judaico dos séculos XVIII e XIX), muitos judeus urbanizaram-se rapidamente e viveram um período de maior mobilidade social. Com o papel decrescente da religião na vida pública e o abrandamento simultâneo do antissemitismo religioso, uma combinação de nacionalismo crescente, a ascensão da eugenia, o ressentimento pelo sucesso socioeconómico percebido dos judeus, e o influxo de asquenazes da Europa Oriental para a Europa Central Europa, rapidamente levou ao mais recente e muitas vezes mais virulento antissemitismo racista.
O racismo científico, a ideologia de que a genética desempenhava um papel no comportamento e nas características do grupo, foi altamente respeitado e aceito como factual entre 1870 e 1940. O historiador Walter Lacquer lista numerosas figuras influentes, como o economista Eugen Duehring, o compositor Richard Wagner, o estudioso bíblico Paul de Lagarde e historiadores-filósofos como Houston Stewart Chamberlain como figuras importantes na ascensão do anti-semitismo racial. Esta aceitação da ciência racial tornou possível aos anti-semitas revestir o seu ódio aos judeus com "teoria científica" e propor soluções políticas grandiosas e abrangentes nas próximas décadas, desde a mudança para Madagáscar até à esterilização compulsória e ao extermínio em massa.
No Terceiro Reich (1933-1945), os nazistas ampliaram a lógica do antissemitismo racial, consagrando ideias antissemitas raciais em leis que avaliavam o "sangue" ou a etnia das pessoas (em vez de suas atuais afiliações religiosas) e prescrevendo—puramente com base nisso—o destino subsequente daqueles assim avaliados. Quando adicionada às suas opiniões sobre os traços raciais judaicos que a pseudociência nazista desenvolveu, a lógica do antissemitismo racial levou ao Holocausto de 1941-1945 como uma tentativa de erradicar "traços judaicos" conjurados do mundo.